# 鹹子社
鹹子社（越南语：／）是越南興安省快州縣下轄的一個社。

## 历史
元越战争期间的1285年，陳日燏指揮，在位于今咸子社的鹹子關擊敗了元軍的進攻，随后越军不断击败元军，并最终取得了战争胜利。
2024年10月24日，越南国会常务委员会通过决议，自2024年12月1日起，鹹子社和夜泽社合并为范鸿泰社。

## 地理
鹹子社距離首都河內30公里，東臨安偉社，西臨红河，南與四民社、平橋社接壤，北臨夜澤社。
鹹子社面積4.63平方公里，2019年人口6398人，人口密度達1382人/平方公里。

## 行政区划
鹹子社下辖4村。
- 春亭村（Thôn Xuân Đình）
- 鹹子村（Thôn Hàm Tử）
- 德潤村（Thôn Đức Nhuận）
- 安境村（Thôn An Cảnh）